# 切列伊夫齊
48°29′27″N 22°39′43″E / 48.49083°N 22.66194°E
切列伊夫齊（烏克蘭語：Череївці），是烏克蘭的村落，位於該國西部外喀爾巴阡州，由穆卡切沃區負責管轄，面積0.89平方公里，海拔高度121米，2001年人口258，人口密度每平方公里289.56人。